# San Antonio Chel
San Antonio Chel är en ort i Mexiko.   Den ligger i kommunen Hunucmá och delstaten Yucatán, i den östra delen av landet, 1 000 km öster om huvudstaden Mexico City. San Antonio Chel ligger 5 meter över havet och antalet invånare är 220.
Terrängen runt San Antonio Chel är mycket platt. Runt San Antonio Chel är det tätbefolkat, med 947 invånare per kvadratkilometer. Närmaste större samhälle är Hunucmá, 6,8 km väster om San Antonio Chel. I omgivningarna runt San Antonio Chel växer i huvudsak lövfällande lövskog.